# Giorgio Vismara
Giorgio Vismara, (* 11. ledna 1965 v Itálii) je bývalý italský zápasník – judista.

## Sportovní kariéra
Judu se věnoval v Miláně po vzoru svých starších bratrů Alfreda a Giuseppeho. Členem italské seniorské reprezentace byl od roku 1985. V roce 1988 se na olympijské hry v Soulu nekvalifikoval. Po olympijských hrách změnil váhovou kategorii na střední a do roku 1992 patřil mezi evropskou špičku. Na olympijských hrách v Barceloně své medailové ambice nepotvrdil. Sportovní kariéru ukončil po nevydařené kvalifikaci na olympijské hry v Atlantě v roce 1996. Věnoval se trenérské práci, několik let vedl například seniorskou reprezentaci Švýcarska. V roce 1997 se oženil a později i rozvedl s nizozemskou judistkou Jenny Galovou, která následně reprezentovala Itálii.

## Výsledky
| Turnaj             | 1984             | 1985             | 1986             | 1987             | 1988             | 1989         | 1990         | 1991         | 1992         | 1993         | 1994         | 1995         |
| Turnaj             | 19               | 20               | 21               | 22               | 23               | 24           | 25           | 26           | 27           | 28           | 29           | 30           |
| Turnaj             | polostřední váha | polostřední váha | polostřední váha | polostřední váha | polostřední váha | střední váha | střední váha | střední váha | střední váha | střední váha | střední váha | střední váha |
| ------------------ | ---------------- | ---------------- | ---------------- | ---------------- | ---------------- | ------------ | ------------ | ------------ | ------------ | ------------ | ------------ | ------------ |
| Olympijské hry     | —                |                  |                  |                  | —                |              |              |              | úč.          |              |              |              |
| Mistrovství světa  |                  | 7.               |                  | úč.              |                  | úč.          |              | 3.           |              | —            |              | úč.          |
| Mistrovství Evropy | —                | úč.              | úč.              | 7.               | ?                | 3.           | 7.           | 2.           | 3.           | —            | —            | —            |
| ME juniorů         | 3.               | 2.               |                  |                  |                  |              |              |              |              |              |              |              |